# Ева Юнчик-Зьомецька
Е́ва Ю́нчик-Зьоме́цька (пол. Ewa Junczyk-Ziomecka; народилася 19 травня 1949, Рашин, ПНР) — польська юристка, журналістка і державний діяч. Заступник Державного секретаря (2006—2008), потім Державний секретар (2008—2010) Канцелярії Президента Республіки Польща Леха Качинського, Генеральний консул Республіки Польща в Нью-Йорку (2010—2014).
З 19 січня 2015 року Голова правління Освітнього фонду Яна Карського.

## Біографія
Ева Юнчик народилася 19 травня 1949 року в Рашині. 
Закінчила юридичні студії та аспірантуру журналістики у Варшавському університеті. Працювала журналістом у щоденнику «Sztandar Młodych», тижневику «Panorama» (варшавська філія), друкувався в «Kultura» та «Tygodnik Powszechny».
У серпні 1980 року вона страйкувала на Гданській корабельні. Під час воєнного стану її негативно верифікували та заборонили займатися журналістською діяльністю.
У 1982 р. виїхала з одноразовим паспортом на т. зв. солідарної еміграції до США. У 1980-х вона працювала в американській газеті «The Citizen», а потім була головним редактором «Dziennik Polski» в Детройті. Будучи членом групи «Діалог», Ева Юнчик-Зьомецька займалася співпрацею між польською, єврейською та українською діаспорами в США.
Вона очолила Польську виборчу комісію в Мічигані під час президентських виборів 1990 року.
Після повернення до Польщі в 1993 році вона представляла Мічиганський університет у Польщі, ініціювавши та співорганізувавши, серед іншого, міжнародні конференції Солідарності та Круглий стіл.
Працювала над створенням Музею історії польських євреїв.
З 2001 року протягом п'яти років була директором з розвитку, а з 2005 року — заступником директора, відповідальним за зв'язки з єврейською та польською громадами США.
19 січня 2006 року вона стала заступником державного секретаря, а 23 квітня 2008 року — державним секретарем у канцелярії президента Республіки Польща Леха Качинського.
Керувала Управлінням соціальних ініціатив та Управлінням листів і думок громадян Канцелярії Президента Республіки Польща. 24 лютого 2010 року закінчила службу. 1 березня 2010 року обійняла посаду генерального консула в Нью-Йорку.
Перебувала на посаді до 2014 року.
Під час її каденції в США було урочисто відкрито програму «Карський» і створено польсько-американську групу «Кампанія до сторіччя Яна Карського», завдяки якій Ян Карський був посмертно відзначений найвищою цивільною нагородою Сполучених Штатів — Президентською медаллю Свободи.
У 2012 році в Генеральному консульстві відбулося урочисте відкриття щорічної премії «Jan Karski Spirit Award», яку присуджує Освітня фундація Яна Карського.
Першим лауреатом цієї нагороди стала Ева Юнчик-Зьомецька, за нею — видатні американські політики: посол в ООН Саманта Павер (2013) і сенатор Джон Маккейн (2014).
Завдяки консульській діяльності, спрямованій на популяризацію знань про Яна Карського, у березні 2013 року Georgetown University Press опублікувала в США — через 69 років після першої публікації — книгу Яна Карського «Таємна держава».
Під час роботи Еви Юнчик-Зьомецької Генеральне Консульство Республіки Польща в Нью-Йорку також було місцем інтенсивного навчання польських та американських викладачів, метою якого було популяризувати знання про особу та спадщину Яна Карського.
19 січня 2015 року стала Голової правління Освітньої фундації Яна Карського.
Ева Юнчик-Зьомпцька є Членом Асоціації «Відкрита республіка», Асоціації Єврейського історичного інституту та Асоціації польських журналістів. Автор кількох книг, у тому числі про еміграцію до США, «Солідарність» та Івана Павла ІІ.
Активно працює на шляху польсько-єврейського діалогу.

## Приватне життя
Вона є колишньою дружиною Маріуша Зьомецького (польського журналіста і телеведучего) і має двох дітей: дочку Зузанну та сина Станіслава.
Ева Юнчик-Зьомецька була близькою подругою Ришарда Капусцінського та Леха Качинського.

## Нагороди та відзнаки
- Орден Відродження Польщі (2015)[16][17]
- Орден Заслуг (Португалія) (2008)[18]
- Медаль «Повстання у Варшавському гетто» (2006), нагороджена Асоціацією єврейських ветеранів і жертв Другої світової війни[19]